# Orhon (rivier)
De Orhon of Orchon (Mongools: Орхон, Turks: Orhun) is een 1.124 kilometer lange rivier in Mongolië die een belangrijke culturele en historische rol speelt bij de Turkse en Mongoolse volkeren in Centraal-Azië.
Langs de Orhon zijn bovendien de resten van twee historische hoofdsteden te vinden; Ordu-balık, de hoofdstad van het Turks-Oeigoerse Khanaat en Karakurum, de hoofdstad van Ghengis Khan.

## Oorsprong
De Orhonrivier vindt zijn oorsprong bij het Changaigebergte en loopt via een kronkelweg naar het noorden. Vlak voor de Russische grens loopt de Orhon over in de Selenga-rivier en mondt uit in het Baikalmeer.

## Vertakkingen
- Sarin (Сарингол)
- Tamir (Хойд Тамир гол)

Is deels ook te kenmerken als de oorsprong van de Orhon, het stroomt vanuit het westen en vult de linkervertakkingen veelvuldig aan met water.
- Tola (Туул гол)

Is de belangrijkste rechtervertakking van de Orhon.

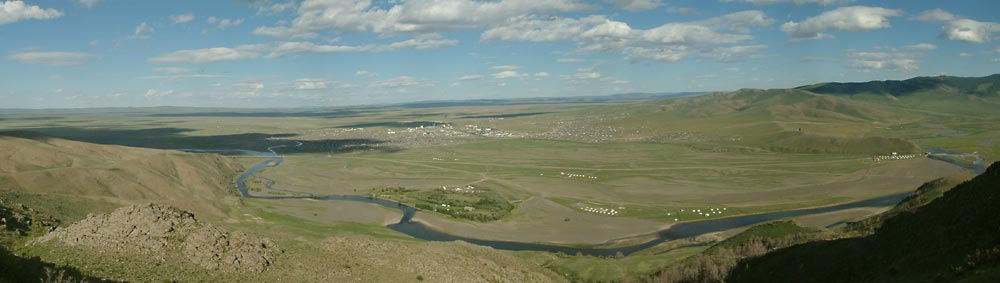
Zicht op de Orhon

- Eröö (Эрөө гол)

## Natuurlijke loop
De Orhon is in de wintermaanden bedekt met een dikke laag ijs. Tussen mei en september kan een zeevaardig schip door ongeveer 175 kilometer van de rivier varen, dit komt echter niet vaak voor.

### Vissoorten
De Orhonrivier herbergt vele zoetwatervissen, zoals de snoek (Esox lucius, Esox reichertii), karper (Cyprinus carpio carpio, Cyprinus carpio haematopterus, Cyprinus rubrofuscus) en baars (Perca fluviatilis, Perca schrenkii).

## Culturele geschiedenis
De Orhonrivier en het omringende Orhonvallei is in 2004 door UNESCO uitgeroepen tot Werelderfgoed en opgenomen in de officiële Werelderfgoedlijst.
De belangrijkste historische plekken van de Orhonrivier zijn;
- De Orchoninscripties (Turks: Orhun Yazıtları), de oudste Turkse geschriften daterend uit de zesde, zevende en achtste eeuw.
- De eerste hoofdstad van het Turks-Oeigoerse Khanaat: Ordu-balık.
- De hoofdstad van Ghengis Khan (1206-1227) en zijn imperium: Karakurum.
- De waarschijnlijke vestigingsplaats van Ögeday, een belangrijke Mongools-Turkse heerser en de zoon van Ghengis Khan.
- De in 1586 gebouwde boeddhistische tempel Erdene Zuu, de eerste in Mongolië.
- De op 2600 meter hoogte gebouwde eeuwenoude Tuvhuntempel.
- De vindplaats van graven, overblijfselen en archeologische voorwerpen van vele Turkse, Mongoolse en andere Centraal-Aziatische volkeren. Deze archeologische vondsten zijn gedateerd op enkele eeuwen voor Christus, waarschijnlijk toebehorend aan de Hunnen.

## Voetnoten
1. ↑  CIA Factbook - Mongolia (en)

- Nationale Bibliotheek van Tsjechië: ge547309
- Virtual International Authority File: 315163018